# مخیتار هایراپتیان

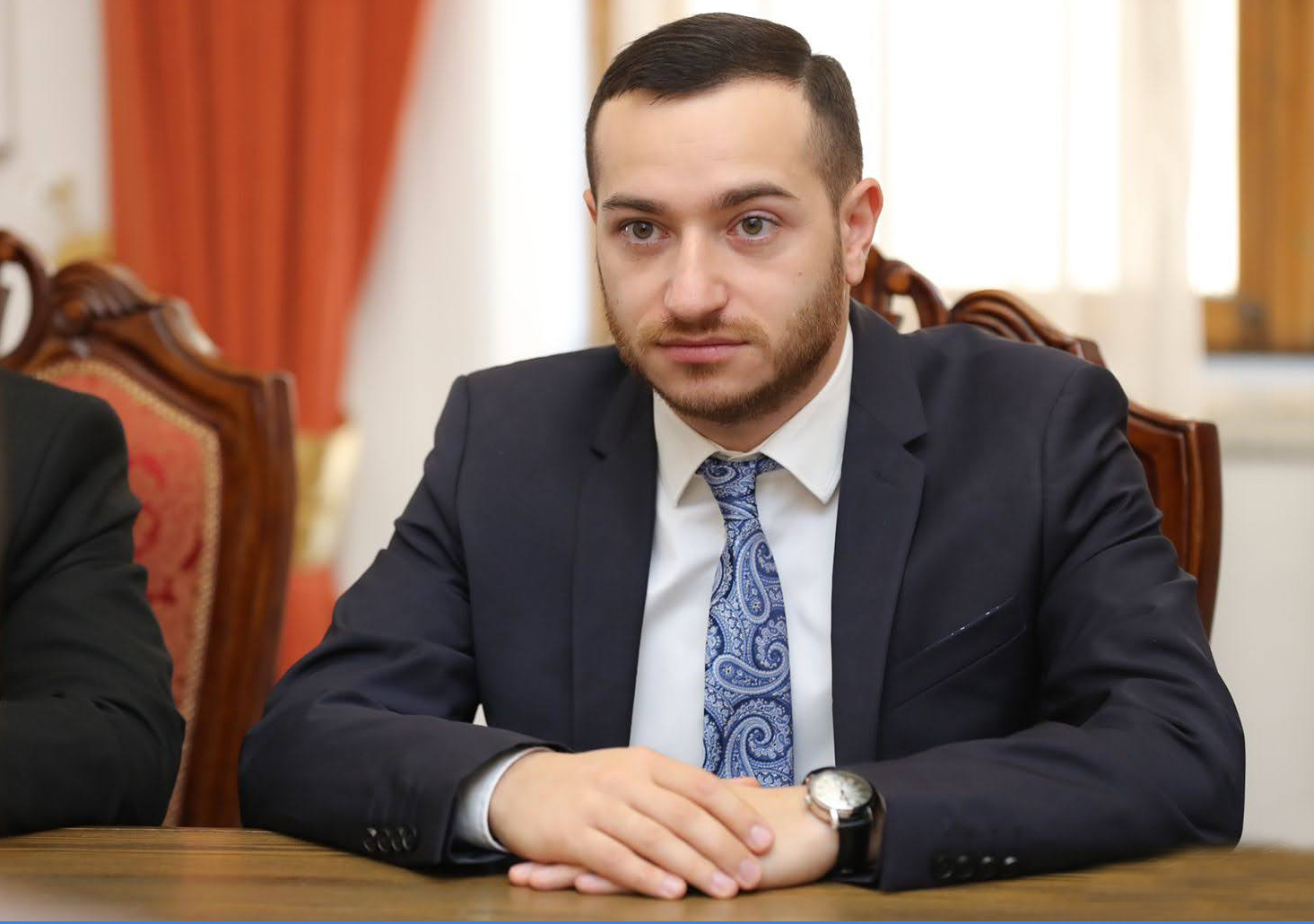

مخیتار هایراپتیان (ارمنی: Մխիթար Հարյապետյան؛ زادهٔ ۱۵ مهٔ ۱۹۹۰) یک سیاست‌مدار اهل ارمنستان که از تاریخ تا کنون سمت [[]] را برعهده دارد. وی از ۱۱ مه ۲۰۱۸ تا ۱۴ ژانویه ۲۰۱۹ در کابینه نیکول پاشینیان به عنوان وزیر دیاسپورای ارمنیان خدمت می‌کرد. وی از ۱۴ ژانویه ۲۰۱۹ تا کنون نماینده دوره هفتم مجلس ملی جمهوری ارمنستان می‌باشد.

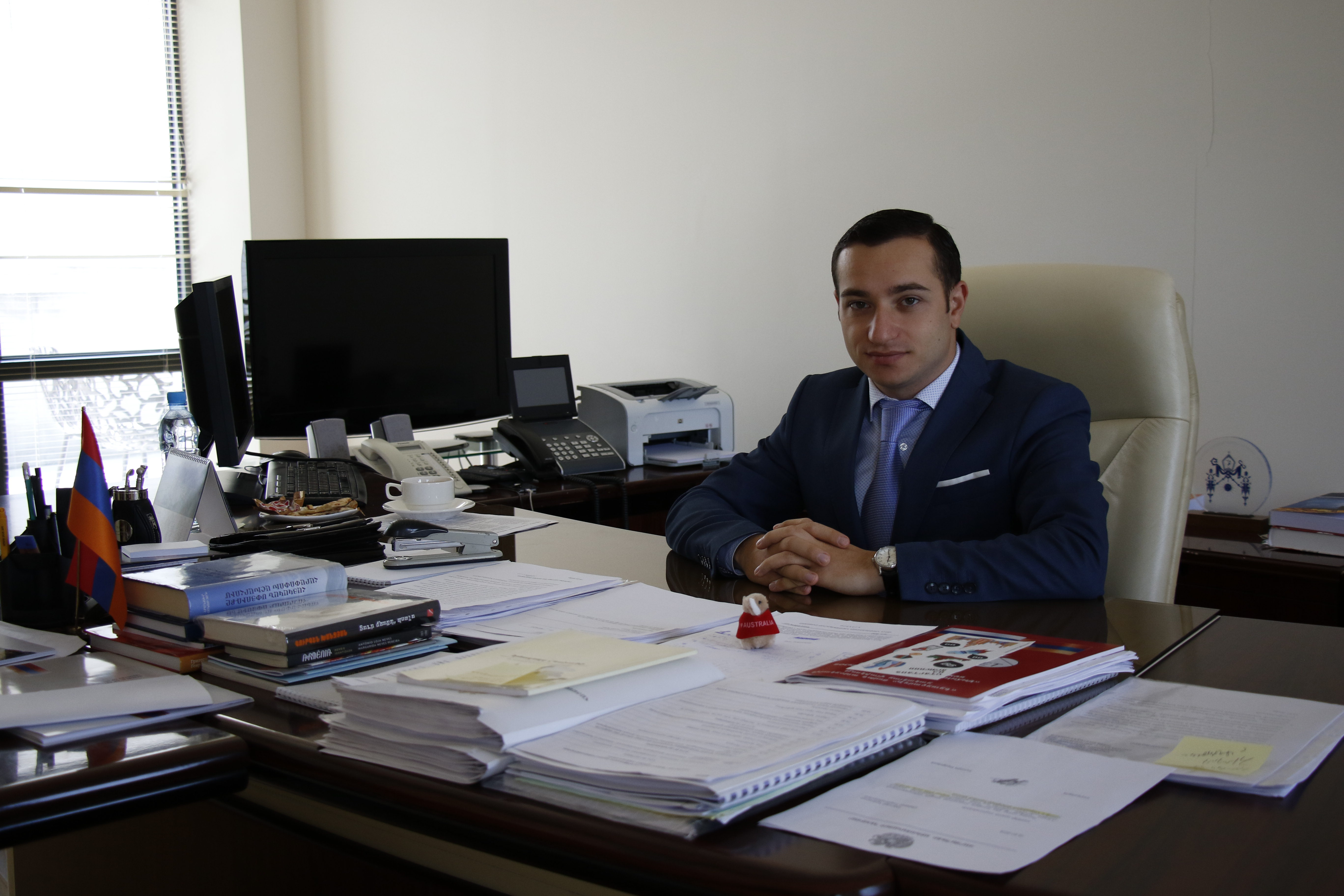